# Skocznia narciarska w Dukli
Skocznia narciarska w Dukli – skocznia narciarska położona w Dukli, na stokach Frankowa (534 m n.p.m.).
Obiekt powstał w 1965 roku, wybudowany przez lokalną firmę "Labor". Na przełomie lat 60. i 70. XX wieku była jednym z obiektów (wraz ze skoczniami w Iwoniczu, Sanoku i Zagórzu), na których rozgrywano lokalny "konkurs czterech skoczni", wzorowany na turnieju odbywającym się w Austrii i Niemczech. Ówczesny rekord skoczni wynosił 35 metrów.

W kolejnych latach skocznia popadała w ruinę - zniszczono m.in. wieżę sędziowską i drewniany najazd. Dopiero po 2000 roku obiektem zainteresowali się amatorzy. Najdalsze skoki, oddawane przez nich na obiekcie, przekraczają 30 metrów.